# Campeonato Mundial de Atletismo Júnior de 2014 - 800 m feminino
A prova dos 800 metros rasos feminino do Campeonato Mundial de Atletismo Júnior de 2014 ocorreu entre os dias 22 e 24 de julho em Eugene, nos Estados Unidos. 

## Recordes
Antes desta competição, os recordes mundiais e do campeonato nesta prova eram os seguintes:
|     | Nome                | Nacionalidade | Tempo   | Local     | Data                 |
| --- | ------------------- | ------------- | ------- | --------- | -------------------- |
| WJR | Pamela Jelimo       | Quênia        | 1:54.01 | Zurique   | 29 de agosto de 2008 |
| CR  | Elena Mirela Lavric | Roménia       | 2:00.06 | Bydgoszcz | 11 de julho de 2008  |

## Medalhistas
| Ouro                           | Prata              | Bronze                |
| Margaret Nyairera Wambui (KEN) | Sahily Diago (CUB) | Georgia Wassall (AUS) |

## Cronograma
Todos os horários são locais (UTC-7).
| Data        | Hora  | Evento        |
| ----------- | ----- | ------------- |
| 22 de julho | 12:15 | Eliminatórias |
| 23 de julho | 13:00 | Semifinal     |
| 24 de julho | 20:00 | Final         |

## Resultados

### Eliminatórias
Qualificação: Os 3 primeiros de cada bateria (Q) e os 4 tempos mais rápidos (q). 
Bateria 1
| Posição | Atleta                | Nacionalidade | Raia | Tempo   | Notas           |
| ------- | --------------------- | ------------- | ---- | ------- | --------------- |
| 1       | Aníta Hinriksdóttir   | Islândia      | 3    | 2:03.41 | Q               |
| 2       | Georgia Griffith      | Austrália     | 1    | 2:04.53 | Q               |
| 3       | Katelyn Ayers         | Canadá        | 2    | 2:04.89 | Q,              |
| 4       | Sarah Schmidt         | Alemanha      | 8    | 2:05.56 | q               |
| 5       | Arantza Hernández     | México        | 4    | 2:06.49 | q,              |
| 6       | Gena Löfstrand        | África do Sul | 5    | 2:07.04 | q               |
| 7       | Mathilde Myhrvold     | Noruega       | 6    | 2:07.30 | Recorde pessoal |
| 8       | Arachana Ramdas Adhav | Índia         | 7    | DNF     |                 |

Bateria 2
| Posição | Atleta              | Nacionalidade | Raia | Tempo   | Notas                |
| ------- | ------------------- | ------------- | ---- | ------- | -------------------- |
| 1       | Georgia Wassall     | Austrália     | 4    | 2:05.69 | Q                    |
| 2       | Dureti Edao         | Etiópia       | 2    | 2:06.15 | Q                    |
| 3       | Alina Ammann        | Alemanha      | 8    | 2:06.91 | Q                    |
| 4       | Asli Arik           | Turquia       | 6    | 2:07.26 | Recorde da temporada |
| 5       | Charlotte Mouchet   | França        | 3    | 2:07.38 |                      |
| 6       | María Pía Fernández | Uruguai       | 7    | 2:10.97 |                      |
| 7       | Ryoko Hirano        | Japão         | 5    | 2:11.99 |                      |

Bateria 3
| Posição | Atleta              | Nacionalidade  | Raia | Tempo   | Notas           |
| ------- | ------------------- | -------------- | ---- | ------- | --------------- |
| 1       | Zeyituna Mohammed   | Etiópia        | 5    | 2:04.47 | Q               |
| 2       | Sara Souhi          | Marrocos       | 4    | 2:06.38 | Q               |
| 3       | Maximila Imali      | Quênia         | 3    | 2:06.91 | Q               |
| 4       | Erinn Stenman-Fahey | Canadá         | 7    | 2:06.97 | q               |
| 5       | Livia Müller        | Suíça          | 8    | 2:07.50 | Recorde pessoal |
| 6       | Raevyn Rogers       | Estados Unidos | 6    | 2:08.01 |                 |
| 7       | Aislinn Crossey     | Irlanda        | 2    | 2:08.06 |                 |

Bateria 4
| Posição | Atleta                   | Nacionalidade  | Raia | Tempo   | Notas |
| ------- | ------------------------ | -------------- | ---- | ------- | ----- |
| 1       | Margaret Nyairera Wambui | Quênia         | 4    | 2:04.24 | Q,    |
| 2       | Sahily Diago             | Cuba           | 3    | 2:04.60 | Q     |
| 3       | Sabrina Southerland      | Estados Unidos | 2    | 2:05.84 | Q     |
| 4       | Jessy Joseph             | Índia          | 5    | 2:07.57 |       |
| 5       | Siofra Cléirigh Buttner  | Irlanda        | 7    | 2:08.50 |       |
| 6       | Jennifer Adaeze Edobi    | Nigéria        | 6    | 2:09.65 |       |
| 7       | Hannia Michelle Palafox  | México         | 8    | 2:20.90 |       |

### Semifinal
Qualificação: Os 3 primeiros de cada bateria (Q) e os 2 tempos mais rápidos (q). 
Semifinal 1
| Posição | Atleta                   | Nacionalidade | Raia | Tempo   | Notas |
| ------- | ------------------------ | ------------- | ---- | ------- | ----- |
| 1       | Sahily Diago             | Cuba          | 4    | 2:03.60 | Q     |
| 2       | Margaret Nyairera Wambui | Quênia        | 8    | 2:03.72 | Q,    |
| 3       | Georgia Griffith         | Austrália     | 6    | 2:04.00 | Q,    |
| 4       | Aníta Hinriksdóttir      | Islândia      | 3    | 2:04.99 | q     |
| 5       | Dureti Edao              | Etiópia       | 5    | 2:07.28 |       |
| 6       | Alina Ammann             | Alemanha      | 7    | 2:10.03 |       |
| 7       | Gena Löfstrand           | África do Sul | 1    | 2:10.40 |       |
| 8       | Erinn Stenman-Fahey      | Canadá        | 2    | 2:15.35 |       |

Semifinal 2
| Posição | Atleta              | Nacionalidade  | Raia | Tempo   | Notas |
| ------- | ------------------- | -------------- | ---- | ------- | ----- |
| 1       | Zeyituna Mohammed   | Etiópia        | 5    | 2:04.62 | Q     |
| 2       | Georgia Wassall     | Austrália      | 3    | 2:04.84 | Q     |
| 3       | Sara Souhi          | Marrocos       | 1    | 2:05.37 | Q,    |
| 4       | Maximila Imali      | Quênia         | 6    | 2:05.37 | q     |
| 5       | Katelyn Ayers       | Canadá         | 8    | 2:07.28 |       |
| 6       | Arantza Hernández   | México         | 2    | 2:08.46 |       |
| 7       | Sarah Schmidt       | Alemanha       | 7    | 2:08.60 |       |
| 8       | Sabrina Southerland | Estados Unidos | 4    | 2:08.76 |       |

### Final
A prova final foi realizada no dia 24 de julho às 20:00. 
| Posição           | Atleta                   | Nacionalidade | Raia | Tempo   | Notas           |
| ----------------- | ------------------------ | ------------- | ---- | ------- | --------------- |
| Medalha de ouro   | Margaret Nyairera Wambui | Quênia        | 8    | 2:00.49 | Recorde pessoal |
| Medalha de prata  | Sahily Diago             | Cuba          | 3    | 2:02.11 |                 |
| Medalha de bronze | Georgia Wassall          | Austrália     | 6    | 2:02.71 |                 |
| 4                 | Georgia Griffith         | Austrália     | 7    | 2:04.12 |                 |
| 5                 | Sara Souhi               | Marrocos      | 1    | 2:06.16 |                 |
| 6                 | Zeyituna Mohammed        | Etiópia       | 5    | 2:09.38 |                 |
| 7                 | Aníta Hinriksdóttir      | Islândia      | 4    | DNF     |                 |
| 8                 | Maximila Imali           | Quênia        | 2    | DNF     |                 |

Legenda
| Recorde mundial       | Recorde mundial (World record)               |                       | Recorde africano                      | Recorde africano (African) |                                           | Q | Classificado por posição (Qualified) |
| Recorde do campeonato | Recorde do campeonato (Championship record)  | Recorde da América    | Recorde da América (Americas)         | q                          | Classificado por melhor tempo (Qualified) |   |                                      |
| Melhor marca do ano   | Melhor marca do ano (World leading)          | Recorde asiático      | Recorde asiático (Asian)              | DNS                        | Não largou (Did not start)                |   |                                      |
| Recorde nacional      | Recorde nacional (National record)           | Recorde europeu       | Recorde europeu (European)            | DNF                        | Não terminou (Did not finish)             |   |                                      |
| Recorde pessoal       | Recorde pessoal do atleta (Personal best)    | Recorde da Oceania    | Recorde da Oceania (Oceania)          | DSQ / DQ                   | Desclassificado (Disqualified)            |   |                                      |
| Recorde da temporada  | Recorde da temporada do atleta (Season best) | Recorde sul-americano | Recorde sul-americano (South America) | NM                         | Sem marca (No mark)                       |   |                                      |